# Mono (японская группа)
Mono (стилизовано как MONO) — японская инструментальная группа, образованная в 1999 году в Токио. В состав группы входят Такаакира «Така» Гото (электрогитара, глокеншпиль), Хидеки «Йода» Суэматсу (электрогитара, глокеншпиль), Дам Маджури Чиполла (ударные) и Тамаки Куниши (бас-гитара, электрогитара, фортепиано, глокеншпиль).
Группа провела свои ранние годы, с 1999 по 2003 год, непрерывно гастролируя по Азии, Европе и Америке и выпустила два студийных альбома, Under the Pipal Tree (2001) и One Step More and You Die (2002) на лейблах Tzadik Records и Music Mine Inc. соответственно. С 2004 по 2007 год Mono подписали контракт с лейблом Temporary Residence Limited, выпустили ещё два студийных альбома, Walking Cloud and Deep Red Sky, Flag Fluttered and the Sun Shined (2004) и You Are There (2006), и гастролировали по всему миру в их поддержку. В 2008 году группа взяла перерыв, вернувшись через год с новым студийным альбомом Hymn to the Immortal Wind (2009), также на лейбле Temporary Residence Limited. Во время последовавшего тура они записали концертный альбом Holy Ground: NYC Live With The Wordless Music Orchestra (2010). Альбом Nowhere Now Here выпущен 25 января 2019 года на лейбле Pelagic Records и спродюсирован давним другом группы Стивом Альбини. Также в треке «Breathe» впервые звучит вокал Тамаки для группы.
Группа ссылалась на множество экспериментальных, авант-рок и классических музыкантов в качестве источников вдохновения, но заявляла, что их цель — выйти за рамки жанра, отвергнув ярлык построка, который часто к ним применялся. Звучание Mono характеризуется соло- и ритм-гитарами Гото и Йоды соответственно, оба из которых широко используют эффекты реверберации, дисторшн и дилей. Живые выступления группы отличаются своей интенсивностью, как в игре, так и в динамике.

## Характеристики
Стиль
Хотя музыкальный стиль Mono развивался на протяжении всей их карьеры, он в первую очередь характеризовался динамичными инструментальными звуковыми ландшафтами на основе гитары, большинство из которых были составлены ведущим гитаристом Такаакира Гото в попытке направить и выразить эмоции радости и печали. Стиль музыки группы изначально включал элементы минимализма и нойза, а позже развился, включив в себя более сложные оркестровые аранжировки и инструментовку. Музыку Mono можно отнести как к современной классике, так и к построку, но Гото заявил:
Mono гастролировал по всему миру несколько раз. Их живые выступления, как правило, характеризуются интенсивной и эмоциональной игрой участников группы, а также использованием экстремальной динамики (в крещендо и диминуэндо) в попытке создать «незабываемое» живое выступление. При записи своей музыки группа всегда играла вживую в студии и, начиная с Walking Cloud and Deep Red Sky, Flag Fluttered and the Sun Shined (2004) и до Hymn to the Immortal Wind (2009), работала с чикагским звукорежиссером Стивом Альбини, который, по их мнению, точно передал «сырые эмоции живой группы на [магнитную] ленту».
Инструменты
Mono — это инструментальная рок-группа из четырёх человек. Гото, лид-гитарист группы, использует Fender Jazzmaster 1966 года через педали эффектов Boss, Danelectro, SiB и Morley, с усилителями Fender Twin и Marshall JCM 2000. Йода, ритм-гитарист, использует Fender Stratocaster 1974 года через педали эффектов Boss, Tech 21 и Pro Co, с усилителем Fender Twin. Куниши, бас-гитарист группы, пианист и иногда гитарист, использует Gibson EB-3 1966 года через педали эффектов Boss, TC Electronic и Tech 21, с усилителями Ampeg B2-R и Sunn, а также Fender Rhodes и Fender Jazzmaster. Барабанщик Такада использует четырехкомпонентную ударную установку Ludwig 1970-х годов с тарелками Zildjian, Sabian и Paiste, а также синтезатор microKORG.
По мере развития группы они включали струнные секции в записи, начиная с Under the Pipal Tree (2001), в которой использовалась виолончель, продолжая на One Step More and You Die (2002) и Walking Cloud and Deep Red Sky, Flag Fluttered and the Sun Shined (2004), в которых были представлены струнные квартеты, и You Are There (2006), в которой был представлен струнный квинтет. На Hymn to the Immortal Wind (2009) группа использовала камерный оркестр из 28 человек.
Источники вдохновения
Mono черпали вдохновение из различных музыкальных и немузыкальных источников на протяжении всей своей карьеры. Когда группа только сформировалась, их основными вдохновителями были американская экспериментальная рок-группа Sonic Youth и англо-ирландская шугейз-группа My Bloody Valentine, когда они создавали Under the Pipal Tree (2001) и One Step More and You Die (2002). По мере того, как группа расширяла свои музыкальные вкусы, начиная с альбома Walking Cloud and Deep Red Sky, Flag Fluttered and the Sun Shined (2004), они начали испытывать влияние музыки из таких источников, как немецкий классический композитор Людвиг ван Бетховен, итальянский композитор музыки к фильмам Эннио Морриконе и позднее польский композитор-минималист Хенрик Гурецкий и другие Соло-гитарист Такаакира Гото также признал датского кинорежиссера Ларса фон Триера (в частности, фильм «Рассекая волны» 1996 года) как оказавшего большое влияние с момента образования группы с точки зрения выражения различных глубин и высот эмоций..

## Дискография
Смотри статью «Дискография Mono» в англ. разделе.
- Under the Pipal Tree (2001)
- One Step More and You Die (2002)
- Walking Cloud and Deep Red Sky, Flag Fluttered and the Sun Shined (2004)
- You Are There (2006)
- Hymn to the Immortal Wind (2009)
- For My Parents (2012)
- The Last Dawn (2014)
- Rays of Darkness (2014)
- Requiem for Hell (2016)
- Nowhere Now Here (2019)
- Pilgrimage of the Soul (2021)
- OATH (2024)[13]